# Wtrysk paliwa
Wtrysk paliwa – sposób dostarczenia paliwa do silnika spalinowego.
Wtrysk paliwa jest stosowany powszechnie w silnikach wysokoprężnych oraz w silnikach o zapłonie iskrowym. W silnikach o zapłonie iskrowym wtrysk paliwa praktycznie wyparł z użycia zasilanie gaźnikowe.
Historycznie występowały układy wtryskowe sterowane mechanicznie, hydraulicznie i elektromechanicznie, obecnie powszechnie występuje sterowanie wtryskiem elektroniczne poprzez układ komputerowy.

## Układy wtryskowe w silnikach wysokoprężnych
W silnikach wysokoprężnych najczęściej stosowany jest wtrysk bezpośredni, rzadziej wtrysk pośredni i w tych konstrukcjach silników stosuje się tzw. układ hydraulicznego systemu wtrysku paliwa.

## Układy wtryskowe w silnikach o zapłonie iskrowym
W silnikach o zapłonie iskrowym układy wtryskowe można podzielić pod względem rodzaju i rozmieszczenia wtryskiwaczy paliwa:
- wtrysk jednopunktowy (SPI – Single Point Injection, CPI – Central Port Injection) – jeden wtryskiwacz umieszczony w kolektorze dostarcza paliwo dla wszystkich cylindrów,
- wtrysk wielopunktowy (MPI – Multi Point Injection) – każdy cylinder ma osobny wtryskiwacz, umieszczony w kolektorze, przed zaworem dolotowym,
- wtrysk bezpośredni (DI – Direct Injection, GDI – Gasoline Direct Injection) – wtryskiwacz umieszczony jest w cylindrze,
- wtrysk bezpośredni w mieszance uwarstwionej – wtryskiwacz umieszczony jest w cylindrze.

Ze względu na sterowanie wieloma wtryskiwaczami w układzie MPI rozróżnia się rozwiązania:
- sekwencyjne (SFI – Sequential Fuel Injection, SPFI, SEFI) – każdy wtryskiwacz jest sterowany niezależnie i ma niezależnie wyliczany moment zadziałania, czasem też dawkę paliwa, typowo dla każdego cylindra oddzielnie,
- grupowe (batched) – wtryskiwacze połączone są grupami i sterowane zależnie, układ wylicza dawkę dla „uśrednionego” cylindra czy kolektora (np. popularne starsze układy Forda EEC-IV z rodzaju MPI mają tylko dwie grupy dla silników V6 i V8, „prawą” i „lewą”),
- wspólne – obecnie nieużywane, układ MPI jest sterowany wspólnie, jak pojedynczy układ SPI, tyle że z wieloma wtryskiwaczami.

Wtrysk paliwa w silnikach o zapłonie iskrowym zapewnia lepszą kontrolę dawkowania paliwa w porównaniu z rozwiązaniami gaźnikowymi (dokładniejsze sterowanie wtryskiwaczami przez odpowiedni układ sterujący, obecnie powszechnie – przez komputer sterujący pracą silnika) i lepsze wymieszanie z powietrzem (przez rozpylenie pod znacznym większym ciśnieniem i w lepszych warunkach, w porównaniu do gaźnika), co pozwala na jego lepsze (zupełne i całkowite) spalenie przy mniejszym współczynniku nadmiaru powietrza.
Spaliny z silnika z wtryskiem paliwa zawierają mniej tlenku węgla, niepożądanych tlenków azotu i niedopalonych węglowodorów w stosunku do zasilania gaźnikowego.

## Elementy układu wtrysku paliwa
Dla układu wtrysku paliwa silnika o zapłonie iskrowym można wyróżnić następujące kluczowe elementy:

### Układ zasilania paliwem
W przeciwieństwie do gaźnika, który jest urządzeniem utrzymującym poziom paliwa i podciśnieniowo rozpylającym je w zwężce Venturiego, kosztem energii powietrza zasysanego przez silnik, układ wtryskowy operuje ciśnieniem dostarczonym z zewnątrz, typowo przez pompy paliwa (historycznie używano w egzotycznych aplikacjach zbiorników z paliwem pod ciśnieniem). Obecnie powszechnie stosowane są pompy elektryczne, w niektórych aplikacjach spotyka się pompy mechaniczne i połączenia układów pomp mechanicznych i elektrycznych. Typowy układ zasilania utrzymuje stabilne założone konstrukcyjnie ciśnienie paliwa, stosowane są regulatory ciśnienia lub odpowiednie sterowanie pomp. Założona wysokość ciśnienia paliwa podawanego do wtrysku zależy głównie od konstrukcji silnika i wtryskiwaczy (umieszczenie wtryskiwaczy, ich zdolności rozpylania i zamykania), typowo wynosi od kilku do kilkudziesięciu barów (znacznie więcej przy wtrysku bezpośrednim), jest to bardzo ważny parametr pracy układu. Innym ważnym parametrem jest odpowiednia wydajność układu pod ciśnieniem roboczym.
Historycznie używano układów o zmiennym ciśnieniu i wydajności podawanego paliwa, szczególnie przy sterowaniu wtryskiem czysto mechanicznie. Obecnie układy takie zostały wyparte przez elektroniczne sterowanie czasem otwarcia wtryskiwaczy przy stałym ciśnieniu (sterowanie impulsowe).

### Wtryskiwacze

Typowy wtryskiwacz paliwa

Paliwo podawane przez układ zasilania trafia odpowiednimi przewodami lub kolektorami do wtryskiwaczy, przy wtrysku pośrednim rozmieszczonych typowo w układzie dolotowym, względnie blisko zaworów dolotowych (aby mieszanka paliwowo-powietrzna trafiała w całości i jak najszybciej do cylindrów) lub, przy wtrysku bezpośrednim, umieszczonych wprost w głowicy cylindra (analogicznie do świec zapłonowych). Wtryskiwacze są szybkimi i dokładnymi zaworami, otwierającymi przepływ paliwa na założony czas, rzędu milisekund, i zespolonymi z odpowiednią dyszą, rozpylającą wypływające pod ciśnieniem paliwo, w celu jak najszybszego odparowania i wymieszania z powietrzem w układzie dolotowym lub w cylindrze. Dysze zintegrowane (czyli w praktyce – całe wtryskiwacze) charakteryzuje, przy założonym ciśnieniu zasilania paliwem i jego rodzaju, przepływ paliwa podawany w litrach/minutę itp. jednostkach, oraz kształt rozpylanej „chmury” paliwa, podawany np. jako kąt stożka rozpylanej „chmury” – są to ważne parametry dobierane pod kątem całego układu i silnika. Obecnie powszechnie używane wtryskiwacze to zawory sterowane elektromagnetycznie z iglicą ułożoną podłużnie wzg. dyszy i kanału paliwa. Historycznie używano zaworów sterowanych elektrycznie, pneumatycznie, mechanicznie itd., z różnymi układami elementów zamykających – jednym z głównych czynników wpływających na upowszechnienie układów wtrysku paliwa było opanowanie produkcji prostych, dokładnych i niezawodnych wtryskiwaczy elektromagnetycznych, w miejsce rozbudowanych mechanicznie i zawodnych zespołów. Należy zauważyć, że wtryskiwacze pracują tysiące razy na minutę, w podwyższonej temperaturze, i oczekuje się od nich powtarzalności pracy i trwałości przez wiele lat, co stawia duże wyzwania użytym materiałom i technologiom.

### Układ sterujący
Typowo wtryskiwacze są sterowane przez układ elektroniczny, będący częścią kompleksowego układu sterowania silnikiem, potocznie zwanego komputerem silnika. W nowoczesnych rozwiązaniach jest to układ, który mierzy, typowo, kilkadziesiąt parametrów pracy silnika i jego osprzętu, oraz dane o parametrach ruchu pojazdu (np. prędkość) i ustalane przez kierowcę (np. położenie pedałów gazu i hamulca), przetwarza je za pomocą wbudowanego komputera, wyliczając w czasie rzeczywistym (czyli – tysiące razy na minutę) parametry wyjściowe dla układów silnika i pojazdu, dla silnika benzynowego o zapłonie iskrowym najważniejsze sygnały wyjściowe to impulsy dla układu zapłonu iskrowego i impulsy dla sterowania wtryskiwaczy paliwa. Układ sterujący typowo jest hybrydą technologii analogowej (pomiary, formowanie sygnałów, filtracja), cyfrowej (mikrokomputer wyliczający parametry wyjściowe z danych wejściowych oraz zapisanych w pamięci tablic i algorytmów dla danego silnika i pojazdu) oraz elementów „siłowych” jak zasilacze i stopnie wyjściowe sterujące zapłonem i wtryskiem paliwa. Dodatkowymi częściami nowoczesnych układów są podsystemy autodiagnostyki, sygnalizacji stanu czy usterek, czy też zapewniające redundancję (awaryjne działanie przy uszkodzeniach np. czujników czy mikrokomputera), itp.
Opanowanie i potanienie odpowiednich technologii elektronicznych i dostatecznie szybkich i „pojemnych” mikrokomputerów było drugim ważnym czynnikiem, który spowodował upowszechnienie układów wtryskowych paliwa, wcześniejsze rozwiązania wtrysku, z regulatorami pneumatycznymi, hydraulicznymi, uproszczonymi elektrycznymi itp., były zawodne i niedokładne, i brały pod uwagę drobny ułamek liczby parametrów uwzględnianych w nowoczesnych rozwiązaniach.

### Czujniki
Dla właściwej pracy układu sterującego wtryskiem potrzebny jest szereg danych wejściowych o stanie pracy silnika, pojazdu, intencjach kierującego, itp. Należy zauważyć, że w tak postawionych zagadnieniach regulacyjnych nie ma górnego limitu opomiarowania układu, i liczba czujników i parametrów wejściowych jest ograniczona tylko inwencją producenta i kosztami, jednak pewne czujniki są z definicji niezbędne do właściwej pracy układu, ew. są wymagane przez prawo. Podstawowe w obecnie używanych układach to:
- czujnik położenia wału korbowego – daje informacje o obrotach i fazie pracy poszczególnych cylindrów, synchronizuje pracę układu sterowania z mechaniką silnika i jego stanem pracy (np. obroty jałowe, maksymalne),
- czujnik przepływu powietrza dolotowego (czasem w formie czujnika ciśnienia) – daje informację o ilości powietrza zasysanego przez silnik w jednostce czasu,
- czujnik lub czujniki zawartości tlenu w spalinach (sondy lambda) – daje informację o rzeczywistej stechiometrii spalania w silniku (mieszanka uboga, bogata) i pozwala utrzymać optymalny skład mieszanki i spalin w danym momencie pracy silnika.

Dodatkowo używa się szeregu innych czujników i parametrów, np:
- położenia przepustnicy (lub przepustnicy elektronicznej, bez mechanicznego połączenia z pedałem gazu),
- położenia pedału hamulca, parametry pracy skrzyni biegów,
- położenia wałka (wałków) rozrządu,
- prędkości pojazdu,
- temperatury silnika, powietrza dolotowego, paliwa,
- ciśnienia paliwa,
- czujnik spalania stukowego (wibracji).

## Zasada działania
Układ sterujący wtryskiem paliwa jest zespołem regulatorów, które mają, we współpracy z układem sterowania zapłonem, utrzymywać optymalne parametry pracy silnika w różnych stanach. Głównymi kryteriami optimum są czystość spalin, ekonomia silnika i osiągi silnika (moc, moment obrotowy).
Większość układów pracuje w trzech głównych stanach:
- w otwartej pętli sterowania (open loop) – pewne parametry wejściowe z czujników są poza „tolerancją” programu mikrokontrolera, wylicza on „zgrubnie” parametry wtrysku paliwa (i ew. zapłonu) by zapewnić w ogóle stabilną pracę silnika, osiągi pozwalające na jazdę i możliwie ekonomiczne spalanie; jest to typowy stan np. po uruchomieniu zimnego silnika;
- w zamkniętej pętli sterowania (closed loop) – kluczowe parametry wejściowe z czujników mieszczą się w założonych tolerancjach, co pozwala mikrokontrolerowi na dokładne wyliczanie dawki paliwa (i ew. przesunięcia zapłonu), na podstawie wbudowanych algorytmów i tablic, opisujących pracę silnika. Jest to stan normalnej pracy, obecnie typowo wiodącym parametrem wejściowym jest sonda lambda i czujnik przepływu (ew. ciśnienia) powietrza w układzie dolotowym, układ stara się utrzymać spalanie stechiometryczne przy ubogiej mieszance i właściwych charakterystykach silnika, reagując na zmienną sytuację (obroty, moment obrotowy, przepustnica, parametry powietrza dolotowego, itd);
- w trybie awaryjnym – układ przechodzi w stan awaryjny w razie uszkodzenia mikrokontrolera itp. (typowo wykrywane jest to układami typu watchdog itp.), jeśli komputer przestaje sterować wtryskiem paliwa i zapłonem, rolę tę przejmują proste układy elektroniczne (np. timery), które zapewniają „zgrubne” sterowanie i pracę silnika i jazdę, na ogół przy bardzo złej ekonomii spalania i osiągach.

W obecnie stosowanych układach w razie wystąpienia trybu awaryjnego lub zbyt długiej pracy w trybie otwartej pętli, czy uszkodzeniach kluczowych czujników, układ sygnalizuje kierowcy awarię kontrolką „check engine” (pomarańczowy napis lub piktogram silnika).